# Гвінейське агентство розваг
Гвінейське агентство розваг (фр. Agence Guinéenne de Spectacles) — державна агенція розваг у Гвінеї, створена у травні 1973 року на заміну колишньої агенції «Силіарт». Агентство перебувало у віданні Міністерства молоді, мистецтв і спорту та підтримувало художників і драматургів Гвінеї, а також надавало пенсії тим, хто працював відповідно до програми Демократичної партії Гвінеї.